# Chactopsoides anduzei
Espèce
Synonymes
- Chactopsis anduzei Gonzalez-Sponga, 1982
- Chactopsis carolinae Botero-Trujillo, 2008

Chactopsoides anduzei est une espèce de scorpions de la famille des Chactidae.

## Distribution
Cette espèce se rencontre au Venezuela dans l'État d'Amazonas et en Colombie dans le département de Vichada.

## Description
Le mâle décrit par Ochoa, Rojas-Runjaic, Pinto-da-Rocha et Prendini en 2013 mesure 28,69 mm et la femelle 31,64 mm, les mâles mesurent de 22,6 à 30,5 mm et les femelles de 25,8 à 35,52 mm.

## Systématique et taxinomie
Cette espèce a été décrite sous le protonyme Chactopsis anduzei par González-Sponga en 1982. Elle est placée dans le genre Chactopsoides par Ochoa, Rojas-Runjaic, Pinto-da-Rocha et Prendini en 2013 qui dans le même temps place Chactopsis carolinae en synonymie.

## Étymologie
Cette espèce est nommée en l'honneur de Pablo José Anduze Díaz (1902–1989).

## Publication originale
- González-Sponga, 1982 : Tres nuevas especies Venezolanas del genero Chactopsis (Scorpionida: Chactidae). Boletin de la Academia de Ciencias Fisicas Matematicas y Naturales (Caracas), vol. 42, no 129/130, p. 127-146.